# 維厄格島
65°40′S 65°13′W / 65.667°S 65.217°W
維厄格島（Vieugué Island），是南極洲的島嶼，位於葛拉漢地，處於杜柴拉德島西北面1.9公里和加西亞角西北面22公里的格朗迪迪埃海峽西岸，長6公里，由讓-巴蒂斯特·夏古率領的法國探險隊發現，現時由南極條約體系管理。